# 陸奥丈部立男
陸奥丈部 立男（むつのはせつかべ の たてお）は、8世紀から9世紀の日本の陸奥国にいた人物である。

## 解説
立男の名を記した木簡は、多賀城跡で実施された第81次発掘調査で城内の盛土跡（SX2968盛土遺構）から見つかった。この盛土は、拡張前の最初期の外郭線が廃止された跡に、斜面の護岸のために作られたもので、土を盛って上を平らにならしてから間隔を開けて杭を打ち、枝をからめて土留めとしていた。土にまじっていた遺物は、8世紀後半から9世紀のものと考えられる。
問題の木簡（第416号木簡）は、その盛り土の中に混じっていたもので、「奥丈マ立男」、すぐ下に右に寄せて「白川」と注記されていた。そしてそこからかなり離れた下のほうに「氏マ子蘇麻呂十一丈マ」とあり、氏マと丈マの上には合点（チェックのしるし）が打ってあった。マは古代日本で「部」を表すために用いられた字である。「奥丈マ」の上は欠けているが、姓としては陸奥丈部があてはまる。
陸奥国の白川としては、南端の白河郡とそれに由来する白河団・白河駅のほかに、中部の宮城郡に白川郷、北部の胆沢郡にも白河郷がある。陸奥丈部立男がどういう事情でこの木簡に記されたかは不明である。